# Дружный (Первомайский район)
Дружный — посёлок в Первомайском районе Оренбургской области. Входит в состав Рубежинского сельсовета.

## География
Посёлок расположен в 40 км к востоку от районного центра посёлка Первомайский.

## История
Возник в 1931 г. как отделение совхоза «Рубежный». Современное название с 1966 года.

## Население
| 2010 |
| ---- |
| 70   |